# Aylin Langreuter

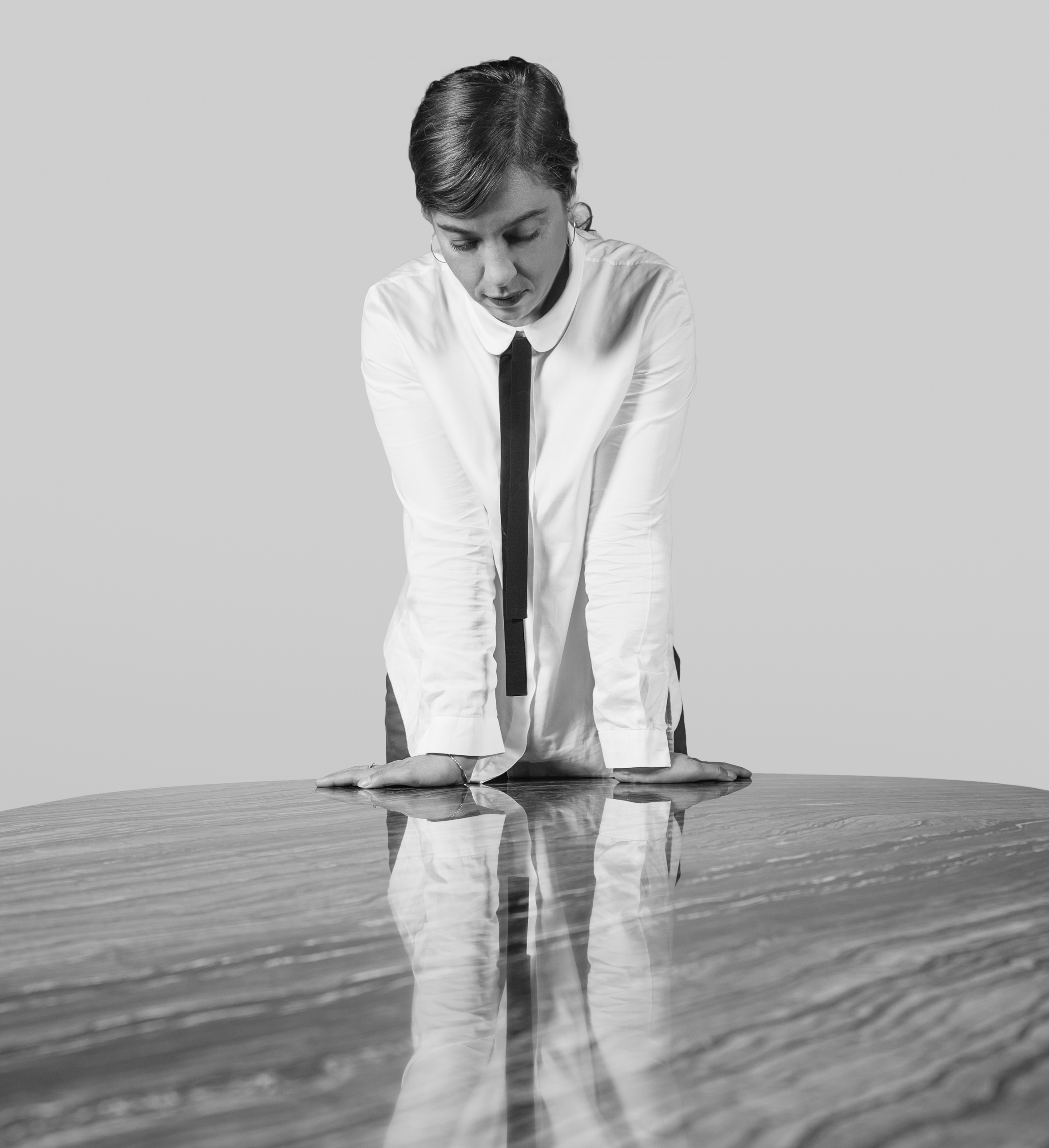
Aylin Langreuter

Aylin Langreuter (* 1976 in München) ist eine zeitgenössische Konzept- und Appropriationskünstlerin aus München.

## Leben und Werk
Aylin Langreuter studierte an der Akademie der Bildenden Künste München in der Klasse von Gerd Winner und schloss ihr Studium 2001 als Meisterschülerin ab. Danach arbeitete sie im Büro Rolf Müller für visuelle Kommunikation und gründete kurz darauf die Wahnsinn und Methode GmbH zusammen mit Lea Schmidbauer.
Seit 2003 wird sie von der Galerie Wittenbrink vertreten. Mit Unterstützung der Stiftung Kulturfonds veröffentlichte sie 2005 ihren ersten Katalog "Erster Teil". Im selben Jahr begann sie ein Philosophiestudium, das ihre Kunst in den folgenden Jahren beeinflusst hat.
Nach einem Arbeitsstipendium der Stiftung Kunstfonds, Bonn, wurde ihr Buch „function follows fairytale“ vom Blumenbar Verlag in Berlin publiziert. Weitere Bücher und Ausstellungskataloge über ihre Arbeit wurden herausgegeben unter anderem vom Harpune Verlag in Wien und den in Berlin ansässigen Verlagen Jovis und Blumenbar. 2012 gründete Aylin Charlott Langreuter zusammen mit dem Industriedesigner Christophe de la Fontaine die Dante - Goods and Bads GmbH.
Seit 2018 ist sie Professorin für Industriedesign an der Staatlichen Akademie der Bildenden Künste Stuttgart.

## Stil und Philosophie
In ihrer Arbeit befindet sie sich immer in der Schnittmenge zwischen angewandter und bildender Kunst: angewandte Kunst ohne Anwendbarkeit, Design ohne praktische Funktion, die Abstraktion der Funktion, minimalinvasive Eingriffe, die die Realität eines Objekts ins Fiktionale verschieben: die Transzendenz des Unbelebten in etwas, das psychologische oder moralische Zustände kennt. Immer haben sie besonders die Formensprache und Ordnung der Dinge interessiert. Die Spannung, die entsteht, wenn man sich in ebendiese Form und Ordnung einmischt, sie umkehrt, sie soweit abstrahiert, dass die Abstraktion ihren Gegenstand verliert. So werden auch Dinge sichtbar gemacht, deren Schönheit, Absurdität oder Komik im Alltag ihrer Funktion verschwunden sind.
Oft nutzt sie bei der Präsentation Zitate, Textfragmente, Fundstücke, Fotografien, die Eigenheiten eines speziellen Ausstellungsraumes, Licht, grafische Elemente. Dieses interdisziplinäre Zusammenwirken schafft häufig erst den Kontext, in dem die Arbeit für sie funktioniert. Eben so, wie man sich in einer Welt, deren Sprache man nicht spricht, mit allen anderen zur Verfügung stehenden Mitteln verständlich machen muss.

## Andere Quellen
- Petra Schmidt: The Design Label Dante. In: Form Design Magazine. August 2014.
- Chiara dal Canto: Modern fairytale. In: Belle. November 2014.
- Luigina Bolis: Jump. In: Corriere della Sera Living, October 2014.
- Petra Shmidt: The Design Label Dante. In: Form Design Magazine, August 2014.
- Oliver Herwig: Du bist der Boss. Manual, Februar 2014.
- Aylin Langreuter and Christophe de la Fontaine. Lecture on Belgrade Design Week 2013.
- Christopher Roth, Georg Diez: Aylin Langreuter. Jovis Verlag, Berlin 2011.
- Heike Endter: Neonstiche. Galerie Wittenbrink, München 2011.
- Andreas Neumeister: Function Follows Fairytale. Blumenbar Verlag, München 2010.
- Catalogue Erster Teil. Blumenbar Verlag, München 2004.
- damit bin ich gemeint (www.damitbinichgemeint.de).  Wahnsinn und Methode, München 2002.